# 18 Scorpii
18 Scorpii, som är stjärnans Flamsteed-beteckning, är en ensam stjärna, belägen i den norra delen av stjärnbilden Skorpionen. Den har en skenbar magnitud av ca 5,50 och är svagt synlig för blotta ögat där ljusföroreningar ej förekommer. Baserat på parallaxmätning inom Hipparcosuppdraget på ca 71,9 mas, beräknas den befinna sig på ett avstånd på ca 45 ljusår (ca 14 parsek) från solen. Den rör sig bort från solen med en heliocentrisk radialhastighet på ca 12 km/s.
18 Scorpii har vissa fysiska egenskaper gemensamt med solen. Cayrel de Strobel (1996) angav den i sin sammanställning av stjärnor, som mest liknar solen, och Porto de Mello & da Silva (1997) identifierade den som en yngre soltvilling. Några forskare tror därför att utsikterna för livet i dess närhet är goda, men ingen planet har ännu upptäckts i omloppsbana runt stjärnan.

## Egenskaper
18 Scorpii är en gul till vit stjärna i huvudserien av spektralklass G2 Va. Den har en massa som är ca 1 solmassor, en radie, som är ca 1 solradier och utsänder från dess fotosfär ungefär samma mängd energi som solen vid en effektiv temperatur av ca 5 400 K. 
Enligt Lockwood (2002), har 18 Scorpii ett temporalt fotometriskt uppförande som mycket liknar solens.  Dess ljusstyrkevariation över en aktivitetscykel är 0,09 procent, eller ungefär detsamma som under en solcykel. Med hjälp av Zeeman-Doppler-mätning har Petit et al. (2008) registrerat stjärnans magnetfält, vilket visar att dess intensitet och geometri är mycket likt det storskaliga solmagnetiska fältet. Den beräknade perioden för aktivitetscykeln hos 18 Scorpii är omkring sju år, som är betydligt kortare än solens, och dess totalkromosfäriska aktivitet är märkbart högre. Liksom solen har den en het korona med en temperatur i området 1,5-2 MK och en luminositet av röntgenstrålning av 8 ± 1,5 ergs/s.
Även om 18 Scorpii totalt sett är bara något mer metallrik än solen, är dess överskott av litium ungefär tre gånger så högt. Av denna anledning, har Meléndez & Ramírez (2007) föreslagit att 18 Scorpii ska anses vara en "kvasisoltvilling", och vill reservera termen soltvilling för stjärnor (såsom HIP 56948) som matchar solen för alla parametrar inom observationella gränser.